# Sophie de Lituanie

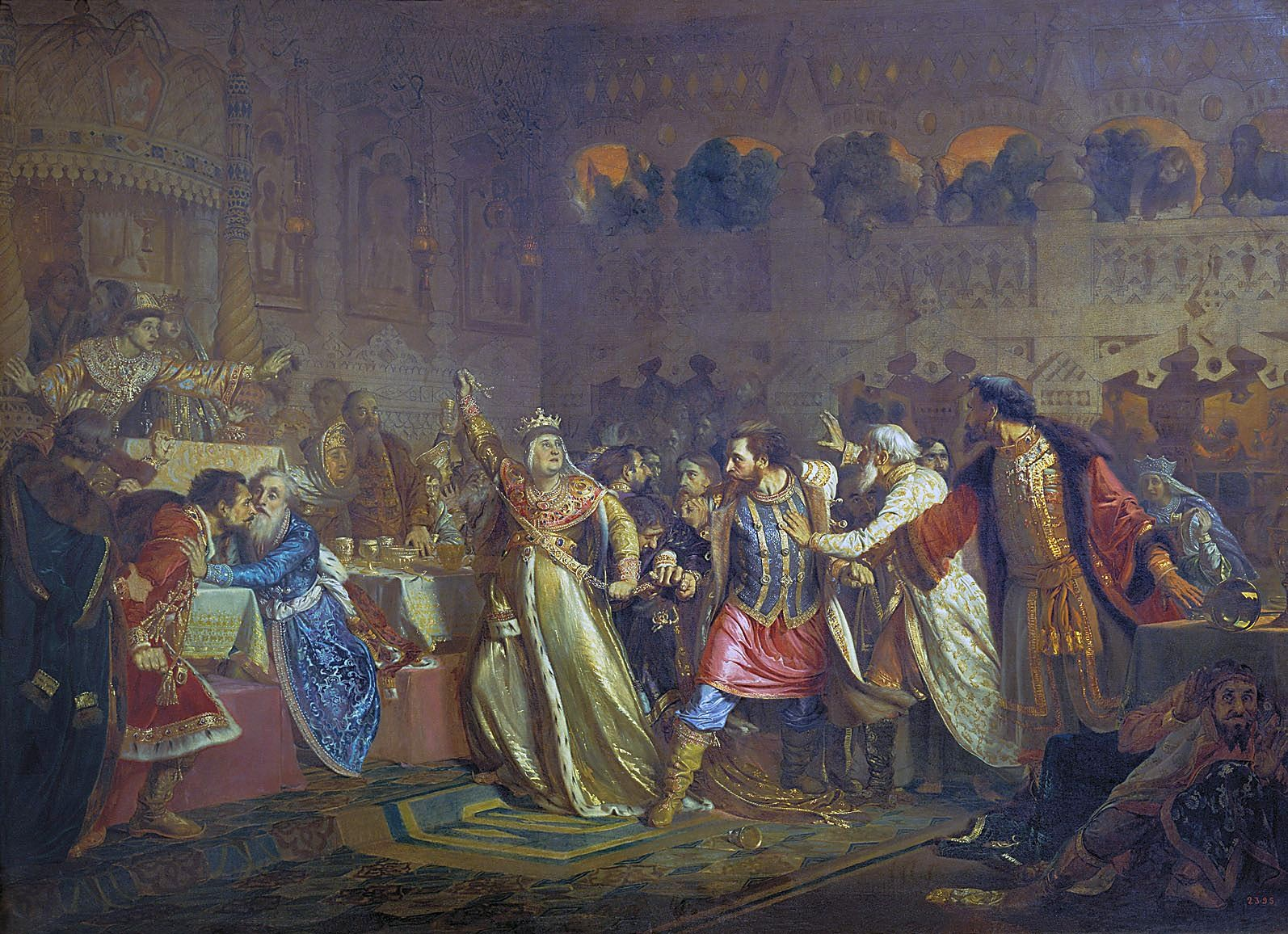
Au mariage de Vassili II, sa mère retire la ceinture d'or du prince Vassili le Loucheur (1861)

Sophie de Lituanie (1371-1453) est la seule fille de Vytautas le Grand et de sa première femme Anne.

## Biographie
Le 21 janvier 1391, alors que son père est engagé dans la Guerre civile lituanienne (1389–1392), elle épouse le grand-prince de Moscou Vassili Ier. Elle devient régente en 1425 pour son fils âgé de 10 ans, Vassili II de Russie. Vytautas soutient Vassili pour le trône, alors qu'il est en concurrence avec son oncle Iouri de Zvenigorod.
Sophie est enterrée au couvent de l'Assomption. Sa tombe est déplacée en 1929 à la cathédrale de l'Archange-Saint-Michel par les autorités soviétiques.

## Enfants

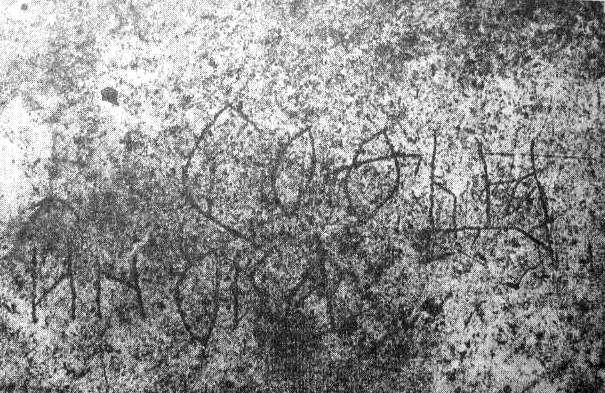
Tombe de Sophie de Lituanie.

Sophie et Vassili ont eu neuf enfants :
- Anne de Moscou (1393 – août 1417), femme de Jean VIII Paléologue ;
- Iouri Vassilievitch (30 mars 1395 – 30 novembre 1400) ;
- Ivan Vassilievitch (15 janvier 1396 – 20 juillet 1417) ;
- Anastasia Vassilievna (morte en 1470) ;
- Daniel Vassilievitch (6 décembre 1400 – mai 1402) ;
- Vassilissa Vassilievna, femme d'Alexandre Ivanovitch « Broukhaty », prince de Souzdal, et d'Alexandre Danilovitch « Vzmetenj », prince de Souzdal ;
- Siméon Vassilievitch (13 janvier – 7 avril 1405) ;
- Marie Vassilievna, femme de Youri Patrikievitch ;
- Vassili II de Russie (10 mars 1415 – 27 mars 1462).